# Clérambard
Clérambard is een Franse film van Yves Robert die werd uitgebracht in 1969.
Het scenario is gebaseerd op het gelijknamige toneelstuk (1950) van Marcel Aymé.

## Verhaal
Frankrijk aan het begin van de twintigste eeuw. De autoritaire graaf Hector de Clérambard zit tot over zijn oren in de schulden. De deurwaarders laten hem niet met rust. De plaatselijke notaris, Galuchon, stelt hem voor zijn schulden te schrappen op voorwaarde dat Octave, de klunzige zoon van de graaf, met zijn foeilelijke oudste dochter trouwt. Octave is echter sinds lang verliefd op 'La Langouste', een gerenommeerde prostituee.
Om te overleven en om zijn in verval geraakte kasteel te behoeden voor verdere teloorgang vervaardigt de graaf samen met zijn vrouw en zijn zoon dag en nacht kledingstukken die ze dan aan de man proberen te brengen.
Om aan voedsel te geraken jaagt hij op de honden en de katten uit de omgeving. Op een avond krijgt hij echter een verschijning van Sint Franciscus van Assisi. Eigenlijk is het Gustalin, een boer uit de omgeving die het beu is dat zijn vee valt door het geweer van de graaf. Maar Hector de Clérambard doorziet de maskering niet, en gelooft in de verschijning van Franciscus van Assisi. De anders zo chagrijnige en tirannieke graaf is zo onder de indruk van de heilige die hem een boek over dierenliefde heeft overhandigd dat hij zich voorneemt een vriendelijke en liefdevolle man te worden. Hij verkoopt zijn kasteel aan Galuchon en begint met vrouw en zoon een zigeunerleven in een caravan in eenheid met de natuur. Octave krijgt van La Langouste, half overtuigd haar vak stop te zetten, een gratis sessie.
Wanneer Galuchon arriveert om de akte voor de verkoop van het kasteel te ondertekenen, brengt hij zijn drie dochters mee. Octave, aangemoedigd door zijn ervaring met La Langouste, neemt de jongste mee in de lege caravan en vertelt Galuchon na afloop dat hij met haar zal trouwen in ruil voor een jaarlijkse toelage. Gustalin verschijnt opnieuw om te zeggen dat het hem spijt dat hij de graaf heeft misleid, die nu zijn kasteel is kwijtgeraakt, maar de graaf vindt het niet erg omdat hij op zijn nieuwe leven is ingesteld.

## Rolverdeling
| Acteur          | Personage                                     |
| --------------- | --------------------------------------------- |
| Philippe Noiret | Hector de Clérambard, de graaf                |
| Dany Carrel     | Léonie Vincent, 'La Langouste', de prostituee |
| Gérard Lartigau | Octave de Clérambard, de zoon van de graaf    |
| Martine Sarcey  | Louise de Clérambard, de vrouw van de graaf   |
| Lise Delamare   | mevrouw de Léré                               |
| Claude Piéplu   | meester Eugène Galuchon, de notaris           |
| Roger Carel     | de pastoor / de stem van Évelyne Galuchon     |
| Robert Dalban   | Gustalin                                      |
| André Gille     | dokter Mindeure                               |
| Lyne Chardonnet | Brigitte Galuchon                             |
| Josiane Lévêque | Évelyne Galuchon                              |
| Juliette Brac   | mevrouw Galuchon, de vrouw van de notaris     |
| Yves Robert     | Pastourin, een dragonder                      |